# نخبة بوسطن

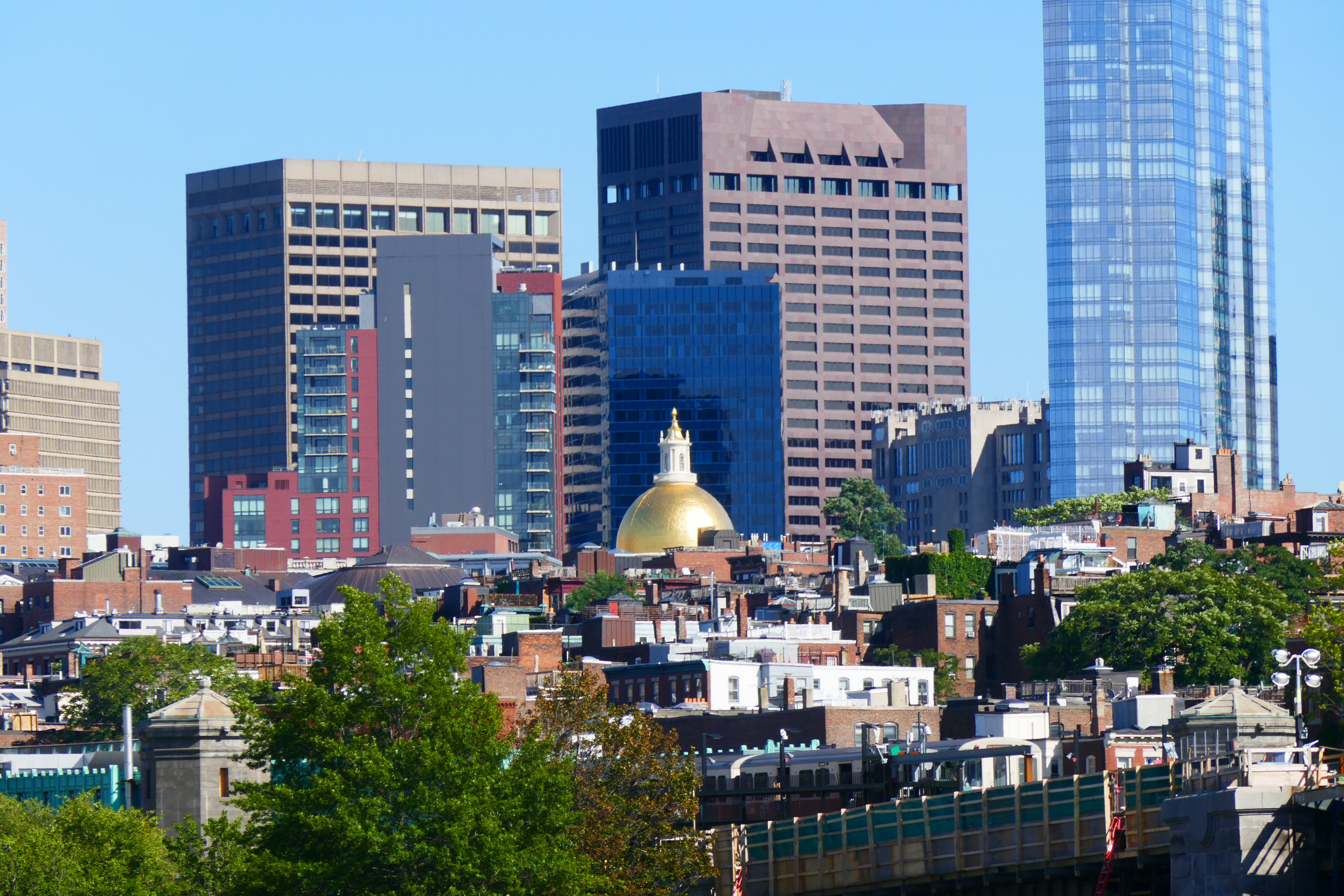
بيكون هيل، بوسطن: أحد أبرز أحياء نخبة بوسطن التاريخية.

يُشير مصطلح نخبة بوسطن أو براهمة بوسطن إلى فئة من الأثرياء والمتعلمين والنخبة من أعضاء مجتمع بوسطن في القرن التاسع عشر. صاغ أوليفر ويندل هولمز هذا المصطلح في رواية نشرت عام 1861 وصف فيها عائلات النخبة في بوسطن بـ «طبقة البراهمين في نيو إنجلاند». اهتم المؤرخين بتاريخ نخبة بوسطن بسبب مكانتهم الفريدة في الثقافة الأمريكية في القرن التاسع عشر. كانوا في الغالب من نسل البيوريتانيين البروتستانت، وصنعوا ثرواتهم كتجار أميركيين ولا يوصفون بأنهم ينتمون إلى المساواتية. بدلاً من ذلك، كانوا يُعتبرون أقرب فئة أمريكية على الإطلاق التي تمثل الأرستقراطية الحقيقية.
يُعتبر أفراد (نخبة بوسطن) من البروتستانت الأنجلو ساكسونيين البيض، وغالبًا ما يرتبطون بجامعة هارفارد؛ ومذهب الكنيسة الأنجليكانية أو الكنيسة الأسقفية الأمريكية؛ ونوادي الطبقة العليا مثل سومرست في بوسطن، ونيكربوكر في مدينة نيويورك، ومتروبوليتان في واشنطن العاصمة، ونادي باسيفيك يونيون في سان فرانسيسكو؛ والملابس والعادات الأنجلو أمريكية التقليدية. دينياً كان معظمهم مسيحيين ينتمون إلى الكنيسة التوحيدية أو الأسقفية، على الرغم من أن بعضهم كانوا من أتباع الكنيسة الأبرشانية أو الميثودية.
كانت النخبة مدعومة بالروابط الأسرية القوية الممتدة والموجودة في مجتمع مدينة بوسطن. التحق الشباب بالمدارس الخاصة، والكليات المرموقة، والنوادي الخاصة، وتزوجوا داخل دائرة الطبقة الاجتماعية. لم تكن الأسرة بمثابة رصيد اقتصادي فحسب، بل كانت أيضًا وسيلة لضبط النفس الأخلاقي. سياسياً كانت نخبة بوسطن تقليدياً إلى التصويت للحزب الفيدرالي الأمريكي وللحزب اليميني وللحزب الجمهوري.